# Hans Insenhöfer
Hans Insenhöfer (* 6. Juni 1907 in Nürnberg; † 8. März 1972) war ein deutscher Metzger.

## Leben
Nach dem Besuch der Volksschule machte Insenhöfer die Metzgerlehre, legte die Meisterprüfung und arbeitete von 1934 an als selbstständiger Metzgermeister in Nürnberg, außerdem ehrenamtlich als Lehrlingswart und Fachkursleiter. Im Zweiten Weltkrieg wurde er im Kriegsdienst eingesetzt, nach Kriegsende baute er den eigenen Betrieb wieder auf. 
Von 1953 bis 1972 war er Landesinnungsmeister des Bayerischen Fleischerhandwerks, von 1965 bis 1971 Vorsitzender und danach Ehrenvorsitzender des Deutschen Fleischerverbands. Ab 1955 war er Vizepräsident, von 1964 bis 1972 Präsident der Handwerkskammer für Mittelfranken. Er gehörte auch dem Präsidium des Zentralverbandes des Deutschen Handwerks und der Bundesvereinigung der Fachverbände des Deutschen Handwerks sowie den Vorständen des Bayerischen Handwerkstags und des Wirtschaftsbeirats der Stadt Nürnberg an. Vom 3. Mai 1967 bis zu seinem Tod war er Mitglied des Bayerischen Senats.